# Heini Havreki
Heine Jonsson eller Heine Jonsøn (født 1514 i Bergen, død 1576 på Radøy), på færøsk kaldet Heini Havreki ("Heine den Skibbrudne"), var den første lutherske præst på Færøerne. 

## Baggrund
Heini Havreki skulle ifølge traditionen være uægte søn af den islandske katolske præst Jon Haraldson (født 1480), der bosatte sig i Bergen. Mod denne teori taler, at Heini ikke er et islandsk fornavn, men snarere et hollandsk eller tysk, men det kan forklares med en hollandsk eller tysk mor. Han studerede teologi, men færdiggjorde ikke studierne, og man ved ikke ved hvilket universitet, han studerede. 

## Ankomst til Færøerne og familiestiftelse
Den mest udbredte overlevering fortæller, at den unge bergensiske teologistuderende Heini Havreki ønskede at ro en tur i en båd sammen med seks kammerater. En storm brød frem, og de førtes ud på åbent hav. Søsyge og udmattede nåede de den syvende nat endelig land ved Húsavík på øen Sandoy i det sydlige Færøerne. Med anvendelse af sine sidste kræfter slæbte Heini sine kammerater op på stranden. De nødstedte blev fundet ved daggry af en ung lokal kvinde ved navn Herborg, der gav dem ly i en hestestald. Således fik Heini tilnavnet "Havreki", altså "den skibbrudne" eller "havarerede". Jonssons frænder drog senere hjem til Norge, mens Heini giftede sig med Herborg og blev boende på Færøerne. De fik sønnen Jógvan Heinason (1541–1602), der senere blev lagmand på øerne, og datteren Herborg (født 1542), hvorefter Herborg kort efter dør. Som enkemand giftede Heini sig i 1545 med norske Gyri Arnbjørnsdatter, som han fik søhelten Magnus Heinason (1545–1589) med. 
En anden version af historien beretter, at Heini Jonsson strandede ved Nes på Eysturoy (hvor han senere var præst) eller en ø i  Norðoyar, og at han var den eneste overlevende ombord. Da han kom i land, skal han have bygget en kirke, gravlagt sine venner i nærheden, og derefter viet sit liv til at tjene Gud. Den gamle stavkirke i Nes siges han, at have bygget på den nærmest bekvemme beliggenhed af træ, han modtog han slægtninge i Norge.
Der er ingen skriftlige kilder til, hvordan Heini Havreki kom til Færøerne. Måske ankom han helt normalt med et handelsskib fra Bergen, og historien om den overlevende, der fandt sin brud, er blot et eventyr. 

## Gejstlig karriere på Færøerne
Den første kilde om Heini Jonsøns liv på Færøerne er en kvittering for en levering træ fra 2. august 1533, hvor han nævnes som sognepræst på Streymoy. I 1534 blev han udnævnt til stedfortræder (famulus) for Færøernes sidste katolske biskop Ámundur Ólavsson i Kirkjubøur. I 1538 blev han sognepræst for hele Eysturoy, men uden at have sin embedsbolig på øen. Som famulus rejste Heini Jonsøn meget og var bl.a. i Bergen i 1538, året efter den norske reformation, hvor han må have mødt lutherske præster. Han spillede en aktiv rolle i Færøernes reformation, der fandt sted i enten 1538 eller 1539. På Ólavsøka (29. juli) i 1541 ordinerede den nye danske superintendent Jens Gregoriussen Riber Havreki til luthersk præst for Eysturoy i Nes kirke, der således blev den første protestantiske kirke i landet (se Fríðrikskirkjan). I 1551 udnævnte Riber Heini Havreki til sin stedfortræder i Færøernes Stift, og i 1557 bliver han Færøernes første lutherske provst og øernes øverste gejstlige. Det sker i forbindelse med, at Færøernes bispedømme blev nedlagt, og øerne lagt ind under Bergen Stift (Jens Riber havde forladt Færøerne året forinden). I 1566 rejser Havreki fra Færøerne og bliver sognepræst på Radøy i Hordaland i det vestlige Norge, hvor han dør ti år senere. De meget betydelige jordejendomme hans søn, lagmanden, besad på Eysturoy tyder på, at Herborg enten var af storbondeslægt og bosiddende på Eysturoy, eller at Heini Jonsson efter reformationen fik store kirkelige ejendomme i forpagtning som kongsjord.